# Günther Franz
Pour les articles homonymes, voir Franz.
Günther Franz (né le 23 mai 1902 à Hambourg, mort le 22 juillet 1992 à  Stuttgart) était un historien allemand, dont les recherches ont principalement porté sur l'histoire rurale et sur la Guerre des Paysans.

## Biographie
Franz, après s'être habilité en mai 1930 auprès de Wilhelm Mommsen, fut professeur à Heidelberg (à partir de 1935) et Iéna (à partir de 1937), avant de devenir, de 1941 à 1945, titulaire d'une chaire d'Erforschung des deutschen Volkskörpers à la Reichsuniversität de Strasbourg.
Parallèlement, il s'engageait sans ambigüité auprès des nationaux-socialistes : membre du NSDAP et de la SA dès 1933, il passe en 1935 à la SS. Il y atteindra le grade de Hauptsturmführer, équivalent à celui de capitaine. À partir de 1937 il exercera des fonctions au sein de la « direction de la race et de la colonisation » (Rasse-und Siedlungshauptamt), tandis qu'en parallèle il faisait fonction d'informateur auprès du SD.
En 1939, il devient membre du cabinet d'Alfred Rosenberg (le principal responsable de l'idéologie nazie), et participe à l'organisation SS dite Ahnenerbe (« héritage des ancêtres »). Cet engagement politique se reflétait bien entendu dans ses travaux historiographiques, qui justifiaient l'expansion allemande vers l'est (Lebensraum) et la persécution des Juifs, et identifiaient Hitler avec la réalisation des objectifs des révoltés de 1525.
Son engagement national-socialiste lui valut après 1945 d'être chassé de l'université. Il devint en 1950 l'un des fondateurs de la très conservatrice Ranke-Gesellschaft, et le responsable éditorial de la non moins conservatrice revue Das Historisch-Politische Buch. Il parvint en 1957 à retrouver un poste universitaire, à l'école supérieure d'agronomie de Stuttgart-Hohenheim (actuelle université d'Hohenheim), dont il deviendra le recteur de 1963 à 1967. Son fils, directeur de la Städtische Universitätsbibliothek Trier arborait, dans les années 1970-80 encore fièrement le buste de Heinrich Himmler dans son bureau. 

## Ouvrages
- Der deutsche Bauernkrieg, München 1935 (Darmstadt 51980).  (ISBN 978-3-534-03424-6)
- Deutsches Bauerntum (édition de sources), Weimar 1939/1940.
- Der Dreißigjährige Krieg und das deutsche Volk. Untersuchungen zur Bevölkerungs- und Agrargeschichte, Jena 1940 (Stuttgart 41979).  (ISBN 978-3-437-50233-0)
- Quellen zur Geschichte des deutschen Bauernstandes in der Neuzeit (= Freiherr vom Stein-Gedächtnisausgabe XI), Darmstadt 1963.
- Quellen zur Geschichte des deutschen Bauernstandes im Mittelalter (= Freiherr vom Stein-Gedächtnisausgabe XXXI), Darmstadt 1967.
- Deutsches Bauerntum im Mittelalter (recueil de textes), Darmstadt 1976.  (ISBN 978-3-534-06405-2)